# Mobilgardet
Mobilgardet utgjordes av en borgarmilis som sattes upp i Paris av 1848 års revolutionärer. Det upplöstes redan 1849, men återuppsattes i 1868 års härordning och avskaffades för alltid tillsammans med nationalgardet 1872.
Mobilgardet (franska garde nationale mobile) bestod av 24 bataljoner à 1 000 man, och uppsattes för att skydda republiken, underlätta nationalgardets tjänst och skaffa den arbetslösa yngre manliga befolkningen sysselsättning. Det deltog i junistriderna, då dess befälhavare general Duvivier stupade, och upplöstes följande året.
I den franska arméorganisationen av 1868 kallades armén i andra linjen mobilt nationalgarde (garde nationale mobile) eller vanligen blott mobilgarde. Denna organisation kom dock endast delvis och ofullständigt till utförande, varför mobilgardet, då det 1870 kallades samman, först måste organiseras. Det lämnade till stor del folk till de under kriget nyuppsatta arméerna. I den 1872 antagna organisationslagen ersattes det av territorialarmén.